# Józef Adamecki
Józef Adamecki (ur. 12 grudnia 1912 w Marklowicach Dolnych zm. 26 maja 1944 w Auschwitz-Birkenau) – polski duchowny katolicki, działacz harcerski, członek ZWZ/AK pseud. AD, Adam, więzień w Mysłowicach, zamordowany w KL Auschwitz.
Był synem Emila i Magdaleny z domu Hanslik. Ukończył Polskie Prywatne Gimnazjum Realne w Orłowej w 1932 roku, a później seminarium duchowne w Widnawie. wikary w Jabłonkowie na Zaolziu.
W okresie okupacji hitlerowskiej, od października 1942 roku był członkiem ZWZ/AK na terenie Cieszyna i Zaolzia – kapelan podinspektoratu. Jego mieszkanie służyło jako punkt kontaktowy dla członków konspiracyjnego wywiadu J. Margicioka. Zorganizował siatkę wywiadowczą we Frysztacie, Marklowicach i Trzyńcu (jedna z najlepiej zorganizowanych organizacji konspiracyjnych na Śląsku) oraz tajny kontakt kierownictwa ruchu oporu z więzionymi w więzieniu śledczym (Ersatzpolizeigefängnis) w Mysłowicach i KL Auschwitz.
W marcu 1943 roku został aresztowany i wpierw przebywał w więzieniu w Cieszynie, skąd przetransportowano go do ww. więzienia w Mysłowicach. Znalazł się wśród więźniów, którzy w okresie 11-26 maja zostali przetransportowani na blok 11 w KL Auschwitz. Nie otrzymał numeru obozowego i brak zdjęcia obozowego.
W dniu 26 maja 1944 roku jako jeden z około 170 więźniów został osądzony przez sąd doraźny katowickiego Gestapo i skazany na śmierć. Wyrok wykonany został tego samego dnia. Ksiądz Adamecki został rozstrzelany.